# Christoph Egedacher der Ältere
Christoph Egedacher der Ältere († 1661) arbeitete in Südbayern und Österreich als Orgelbauer.

## Leben
Christoph Egedacher d. Ä. (auch: Christoph Egedacher I.) gilt als Begründer der Straubinger Orgelbaudynastie der Egedacher, die zusammen mit den Familien Butz und Freundt als wichtigste Vertreter der süddeutschen Orgelbauschule und damit des bayrischen und (heutigen) österreichischen Raumes angesehen werden. Das Orgelbauhandwerk erlernte er bei dem Orgelbauer Bartholomäus Kugelmann in Straubing. In schriftlichen Quellen wird er grundsätzlich als Orgelbauer bezeichnet, mitunter auch als Hausbesitzer mit Bräugerechtigkeit. Da er aber nicht direkt aus Straubing stammt, konnten sein Geburtsdatum und -Ort bis heute nicht ermittelt werden. 1636 war er in Bogen bei Straubing ansässig, von wo aus er ein Offert zum Neubau der Orgel in der Hofkirche von Luzern legte. Fest steht, dass er dreimal verheiratet war: am 9. September 1637 heiratete er ein zweites Mal, die aus Haidenburg stammende Anna Weinzürl, die am 31. Mai 1639 verstarb, und am 17. September 1640 Catharina Gäderspäck, eine Witwe aus Landshut, die ihn überlebte und am 8. Juni 1664 verstarb. Mit seiner ersten Frau, Maria, hatte er zwei Töchter, mit seiner dritten drei Söhne: Christophorus, Johannes und Willibald. Christophorus, der spätere so genannte Christoph Egedacher d. J., setzte die Tradition des Orgelbaues fort, während Christoph Egedacher d. Ä. als eigentlicher Begründer der Orgelbaudynastie der Egedacher angesehen wird. Er wohnte zeitweise in einem Haus am Rindermarkt (heute Fraunhoferstraße) in Straubing, das er am 3. Februar 1644 gekauft hatte und am 6. Juni 1653 wieder veräußerte, später zog er in die sog. Alte Propstei am Obern Tor, wo sein Sohn 1675 aktenkundig ist. Christoph Egedacher d. Ä. wurde 1661 vermutlich irgendwo bei der Aufstellung einer Orgel vom Tode überrascht. Eine Nachricht über seinen Todestag und darüber, wo er bestattet wurde, könnte, ähnlich wie bei den Geburtsdaten, nur durch Zufall entdeckt werden.

## Werkliste (Auswahl)
Die Liste führt einige seiner nachgewiesenen Neubauten auf.
Die Größe der Instrumente wird in der fünften Spalte durch die Anzahl der Manuale und die Anzahl der klingenden Register in der sechsten Spalte angezeigt. Ein großes „P“ steht für ein selbstständiges Pedal.
| Jahr      | Ort                 | Kirche                             | Bild | Manuale | Register | Bemerkungen                                                | Gehäuse erhalten |
| 1639      | Neumarkt-Sankt Veit | Kloster Sankt Veit                 |      |         |          | Gehäuse erhalten                                           |                  |
| 1641      | Kloster Ebersberg   | Ehemalige Stiftskirche             |      |         |          |                                                            |                  |
| 1641      | Landshut            | Jesuitenkirche                     |      |         |          | Das bis dahin erhalten gebliebene Gehäuse verbrannte 1933. |                  |
| 1642      | Velden              |                                    |      |         |          |                                                            |                  |
| 1643      | Erding              | Stadtpfarrkirche                   |      |         |          |                                                            |                  |
| 1653–1657 | Lambach             | Stiftspfarrkirche                  |      | II/P    | 20       | Gehäuse erhalten                                           |                  |
| 1660      | Deggendorf          | Wallfahrtskirche Maria in der Rose |      |         |          |                                                            |                  |